# Miquel Puigdellívol i Busqué
Miquel Puigdellívol i Busqué (Mataró, 1939) és un lutier de Mataró, especialista en fer tenores, tibles i flautes barroques. Se l'ha considerat un dels millors constructors de tenora de la història.
Va treballar des de jove en un comerç familiar de venda i reparació d'aparells frigorífics situat a la Plaça de les Teseres de Mataró. El seu germà Joan duia la part comercial i ell tenia traça a arreglar la mecànica i electrònica dels aparells.
Va decidir fer tenores amb 30 anys en una conversa amb el seu amic i cantant d'òpera Amadeu Casanovas. Casanovas li va dir que voldria una tenora però ja no quedava cap dels grans constructors d'aquests instruments. Puigdellívol s'hi va llançar, i li va fer una tenora després de demanar assessorament a Ricard Viladesau. A la mort de Casanovas, els seus familiars van retornar l'instrument a Puigdellívol, que la llueix al seu taller. El segon encàrrec va ser de Josep Gispert i Vila. Van venir més peticions, fins que el 1978 va decidir deixar el taller dels aparells frigorífics i dedicar-se només a fer tenores.
Quan va començar a fer tenores, a la dècada del 1980, els darrers constructors havien estat els Pardo i Miquel Romero de Gavà. Ell fou el primer d'una nova generació de constructors de tenores que també va comptar amb Alfons Sibila de Gironella, Joan Roca de Figueres, Pau Orriols de Vilanova i la Geltrú i Marcel i René Jourdà d'Espirà de l'Anglí. Aquesta fornada d'artesans va coincidir amb l'esclat de les cobles juvenils de la dècada del 1980.
Les tenores de Puigdellívol són més lleugeres que les clàssiques. Les clàssiques pesaven 900 grams i les seves pesen 570 grams. Va substituir l'alpaca per l'acer inoxidable i l'alumini. Les seves tenores han significat un pas endavant en la història d'aquest instrument.